# Chennai
Chennai (tot 1996: Madras, Tamil: சென்னை), is de hoofdstad van de Indiase deelstaat Tamil Nadu en ligt in het zuidoosten van India aan de Golf van Bengalen. De stad had in 2025 naar schatting 6.796.000 inwoners. De agglomeratie met o.a. de districten Kanchipuram en Tiruvallur heeft 12,7 miljoen inwoners.

## Geschiedenis

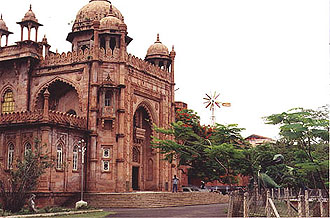
Museum in Chennai

Madras werd grotendeels gebouwd rond het fort van St. George, een Britse buitenpost waar de Britse Oost-Indische Compagnie tot 1773 een basis had. Als zodanig werd de stad een belangrijk Brits handelscentrum. In 1746 kwam de vesting in Franse handen, maar al twee jaar daarop wisten de Britten deze weer te heroveren.
Aan het eind van de 18e eeuw was Madras uitgegroeid tot een belangrijke Britse havenstad en werd de stad het bestuurlijke hoofdkwartier van het omliggende gebied. Vanuit de stad wisten de Britten het zuiden van India steeds meer te overheersen. Toen de Britten uiteindelijk de controle kregen over bijna de gehele regio werd Madras de hoofdstad. In 1893 werd door de Britten de kathedraal San Thome Basilica gebouwd.
Na de onafhankelijkheid van India in 1947 werd de stad de hoofdstad van de toenmalige deelstaat Madras, die in 1956 Tamil Nadu werd genoemd.
In 1996 veranderde het staatsbestuur de naam van de stad in Chennai.
In december 2004 verwoestte de tsunami in de Indische Oceaan een deel van de kustgebieden van de stad.
Tijdens extreme droogte in juni 2019 werd er door inwoners zeer heftig geprotesteerd tegen de rantsoenering van water.

## Bestuurlijke indeling

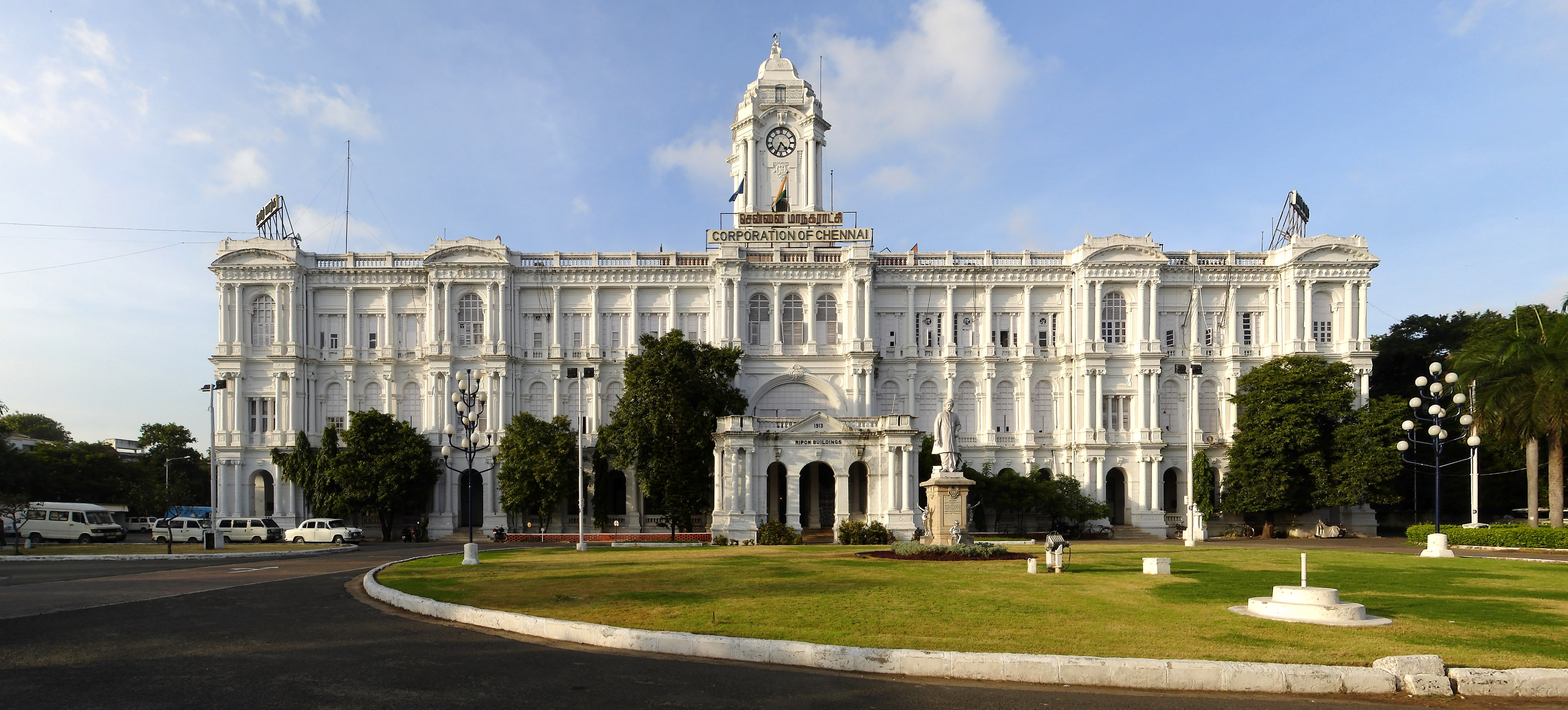
Het Ripon-gebouw, het hoofdkantoor van het gemeentebestuur

De gemeente en stad Chennai valt gelijk met het district Chennai. De stedelijke agglomeratie ligt verder verspreid over de aangrenzende districten Chengalpattu, Tiruvallur en Kanchipuram.

## Economie
Chennai is zowel voor de economie als voor het spoorwegvervoer zeer belangrijk. Er zijn grote textielfabrieken, chemische installaties, automobielfabrieken en looierijen. Daarnaast profiteert de stad van de outsourcing naar het gebied door veel buitenlandse bedrijven. Veel van deze bedrijven hebben hun klantenservice, IT-afdeling en/of personeelszaken in de stad gevestigd, wat voor werkgelegenheid voor de plaatselijke bevolking zorgt. Ondanks de ligging aan de kust is de visserij geen belangrijke inkomstenbron. Wel biedt de haven vervoersmogelijkheden naar de rest van de wereld. De luchthaven Chennai International Airport is de op drie na grootste luchthaven van India.

## Cultuur en onderwijs

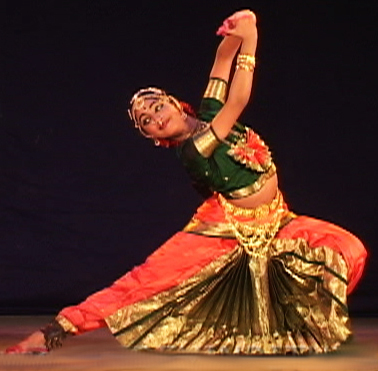
Bharata natyam

Chennai is een cultureel en educatief centrum, waar onder meer de Universiteit van Madras (1857) en verschillende dans- en muziekacademies zijn gevestigd. Het is ook het centrum van de Tamil-talige filmindustrie en wordt om die reden wel "Kollywood" genoemd.
In de stad wordt jaarlijks de Miss Chennai-verkiezing gehouden.  The Hindu Group, uitgever van onder andere de Engelstalige krant The Hindu, die uitkomt in India, is er gevestigd.

## Stedenbanden
- Den Haag (Nederland)
- Denver (Colorado, Verenigde Staten)
- Frankfurt am Main (Duitsland)

## Bekende inwoners van Madras/Chennai

### Geboren
- Kenneth Arthur Noel Anderson (1891-1959), Brits officier
- J.H.C. Whitehead (1904-1960), Brits wiskundige
- Santha Rama Rau (1923-2009), Amerikaans schrijfster van Indiase afkomst
- Radha Burnier (1923-2013), Internationaal President van de Theosophical Society
- Engelbert Humperdinck (1936), Brits zanger
- Vyjayanthimala (1936), actrice
- Ramanathan Krishnan (1937), tennisser
- Pete Best (1941), Brits drummer (eerste drummer van de Beatles)
- Vijay Amritraj (1953), tennisser en acteur
- Rekha (1954), actrice
- Indra Nooyi (1955), Indiaas-Amerikaanse zakenvrouw
- Nagarjuna (1959), acteur
- Venkatesh (1960), acteur
- Vikram (1966), acteur
- Allah Rakkha Rahman (1967), multi-instrumentalist, producer en zanger
- Viswanathan Anand (1969), schaker
- Aravind Adiga (1974), schrijver
- Mahesh Bhupathi (1974), tennisser
- Vijay (1974), acteur
- Suriya (1975), acteur
- Mahesh Babu (1975), acteur en filmproducent
- Narain Karthikeyan (1977), Formule 1-coureur
- Prabhas (1979), acteur
- Parthiva Sureshwaren (1981), autocoureur
- Allu Arjun (1983), acteur
- Rana Daggubati (1984), acteur
- Karun Chandhok (1984), Formule 1 coureur
- Ram Charan (1985), acteur
- Allu Sirish (1986), acteur
- Lisa Haydon (1986), model en actrice
- Shruti Haasan (1986), actrice
- Samantha Ruth Prabhu (1987), actrice
- Regina Cassandra (1990), actrice
- Saran Shakthi (1997), acteur
- Mahaveer Raghunathan (1998), autocoureur
- Dommaraju Gukesh (2006), schaker

### Overleden
- Adriaan Korteweg (1890-1917), Nederlands schilder en theosoof
- Diane Ellis (1909-1930), Amerikaans actrice
- Annie Besant (1847-1933), Brits feministe, socialiste, publiciste, vrijmetselaarster, theosofe
- Sulamith Goldhaber (1923-1965), Amerikaans deeltjesfysica
- Sarvepalli Radhakrishnan (1888-1975), filosoof en politicus
- John Coats (1906-1979), zesde internationale president van de Theosofische Vereniging
- Varadarajan Muniswami Mudaliar (1926-1989), Tamil onderwereldfiguur en maffioso
- C.K. Nagesh (1933-2009) film- en theateracteur
- D.K. Pattammal (1919-2009), zangeres van carnatische muziek
- Cochin Haneefa (1951-2010), filmacteur, filmregisseur en scenarioschrijver
- Jayalalithaa (1948-2016), actrice en politica

### Woonachtig (geweest)
- Srinivasa Aaiyangar Ramanujan (1887-1920), autodidact wiskundige

## Galerij

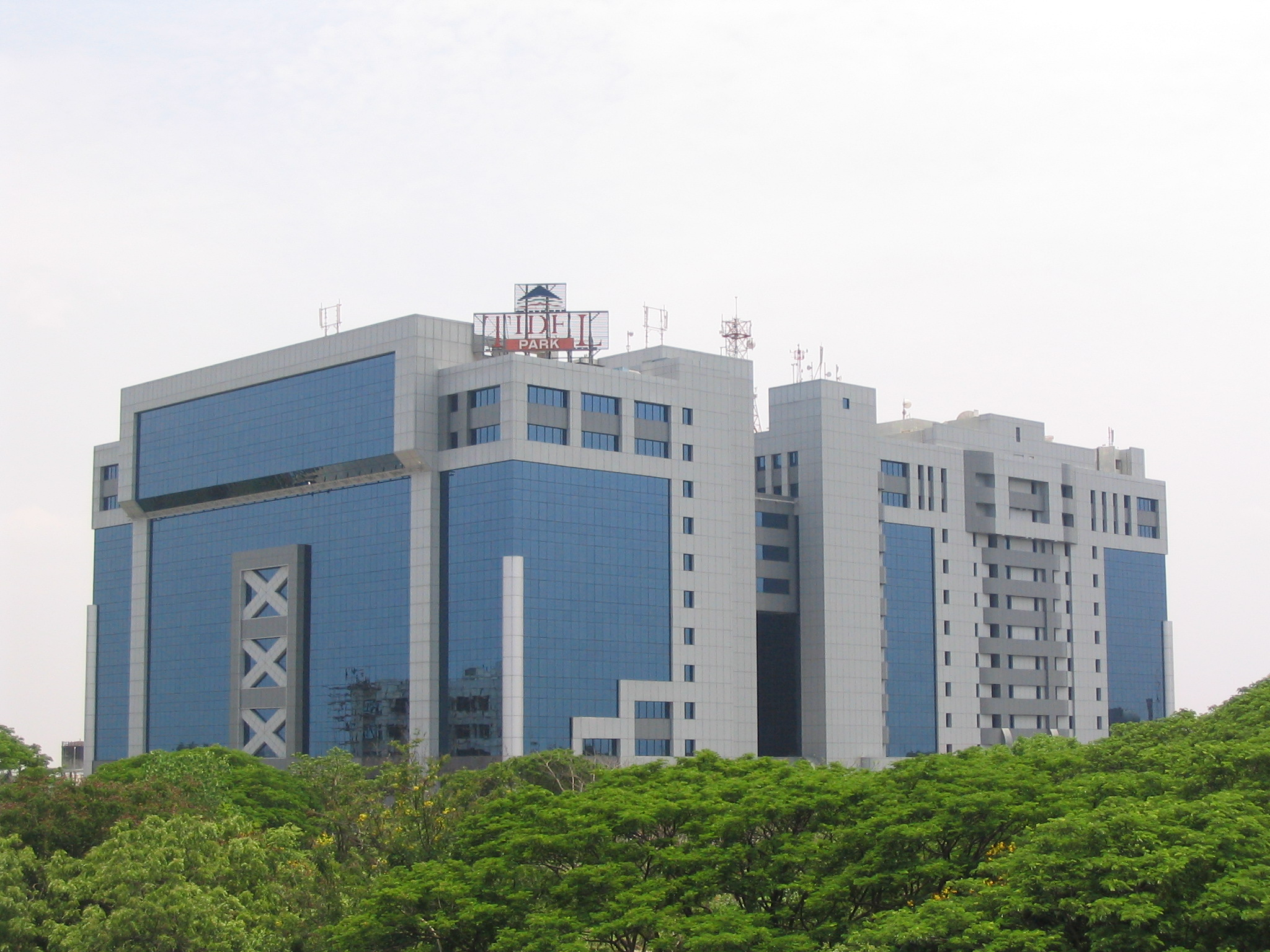
Tidel Park is het grootste IT-centrum in Chennai